# Geositta cunicularia
Geositta cunicularia е вид птица от семейство Furnariidae.

## Разпространение
Видът е разпространен в Аржентина, Боливия, Бразилия, Перу, Уругвай и Чили.